# Der var engang en dreng
Der var engang en dreng (fuldstændig titel: Der var engang en dreng – som fik en lillesøster med vinger) er en dansk filmkomedie fra 2006 baseret på romanen Drengen med sølvhjelmen skrevet af Hanne Kvist. Filmen er instrueret af Wikke & Rasmussen, der også sammen med Rasmus Heisterberg har skrevet filmens manuskript.
Kim Skotte skrev i Politiken om filmen: "Det handler om retten til ikke at være normal, men er pointen banal, er historien til gengæld original, og så er det bare med at labbe i sig af en overdådighed af musik og fantasi med Nicolas Bro som den rotunde top på kransekagen".

## Handling
Kalle (Janus Dissing Rathke) bor med sin far Palle (Anders W. Berthelsen) og mor Trille (Anne-Grethe Bjarup Riis) på en lykkelig villavej. Selv om Kalle ved alt og spiller SmartyBoy, savner han noget. Da en dag familien får en lillesøster, Lille, er det hele godt. Altså bortset fra, at hun har vinger på ryggen. Fødselslægen (Troels Lyby) og Karin Fra Kommunen (Bodil Jørgensen) kalder dem hudlapper og vil have dem væk så hurtigt som muligt. Da Kalle har set Lille flyve med vingerne, vil han ikke have det.
Da ingen tror på Kalle, tager hans far og mor Lille med til Plastic Palace for at få vingerne opereret væk. Men Kalle vil redde sin lillesøster, så han tager af sted på cyklen. Undervejs møder han den uheldige Alf (Nicolas Bro), der har en stor Cadillac, så det burde gå hurtigere. Men undervejs møder de en masse forhindringer, så det bliver et kapløb med tiden at nå frem til Plastic Palace, inden Lille får vingerne klippet af.

## Medvirkende
- Jytte Abildstrøm – Pandekagedame
- Hans Henrik Bærentsen – Nabo
- Anders W. Berthelsen – Palle, Kalles far
- Nicolas Bro – Alf
- Kaya Brüel - Jordemoder
- Daimi – Pandekagedame
- Trine Dyrholm – Pandekagedame
- Stine Finsen – Sygeplejerske
- Peter Frödin – Baby-Bent
- Caroline Henderson – Snehvide
- Bodil Jørgensen – Karin Fra Kommunen, socialrådgiver
- Troels Lyby – Fødselslæge
- Louise Lind Rasmussen – Sygeplejerske
- Steen Rasmussen
- Janus Dissing Rathke – Kalle
- Anne-Grethe Bjarup Riis – Trille, Kalles mor
- Michael Wikke, Steen Rasmussen – Chefkirurger
- Chapper - Snehvides vejservice

## Detaljer
- Kunstneren Michael Kvium krediteres i rulleteksterne for visuelle ideer til filmen.